# Šlovice (Hřebečníky)
Šlovice jsou osada a část obce Hřebečníky v okrese Rakovník ve Středočeském kraji.

## Historie
První písemná zmínka o vesnici pochází z roku 1115. Roku 1602 byla vesnice součástí panství Hřebečníky, které tehdy Jindřich Jakub Týřovský z Ensidle prodal Jiřímu Děpoltovi Černínovi z Chudenic.

## Obyvatelstvo
| Rok            | 1869 | 1880 | 1890 | 1900 | 1910 | 1921 | 1930 | 1950 | 1961 | 1970 | 1980 | 1991 | 2001 | 2011 | 2021 |
| -------------- | ---- | ---- | ---- | ---- | ---- | ---- | ---- | ---- | ---- | ---- | ---- | ---- | ---- | ---- | ---- |
| Počet obyvatel | 54   | 58   | 55   | 72   | 66   | 47   | 36   | 29   | 17   | 20   | 10   | 10   | 15   | 14   | 26   |
| Počet domů     | 9    | 8    | 8    | 8    | 8    | 7    | 8    | 44   | 44   | 7    | 6    | 9    | 8    | 9    | 10   |

## Pamětihodnosti
- Vodní mlýn a vodní elektrárna[7][8][9][10]
- Kaple na návsi s pomníkem padlým[11]

## Osobnosti
Ze Šlovic pocházeli předkové Edvarda Beneše, ze strany otce i matky. Kolem roku 1840 se z čp. 3 odstěhoval do Tříman čp. 11 rolník Josef Beneš (11. února 1817 – 4. května 1897). Tam se mu narodil syn Matěj Beneš (20. února 1843 – 15. října 1910 Kožlany), otec československého prezidenta. Z gruntu U Vítů ve Šlovicích pocházel Jan Beneš (25. ledna 1812 – 3. května 1882 Kožlany), jemuž jeho otec zakoupil statek v Kožlanech čp. 101. Zde se mu a jeho manželce Kateřině (rozené Kopové), narodila dcera Anna Petronila Benešová (30. května 1840 – 19. ledna 1909), matka Edvarda Beneše.